# 오를란도 마르티네스
오를란도 마르티네스 로메로(스페인어: Orlando Martínez Romero, 1944년 9월 2일~2021년 9월 22일)는 쿠바의 권투 선수로 1972년 하계 올림픽 밴텀급에서 금메달을 획득했다.